# Пёстрые горные хамелеоны
Пёстрые горные хамелеоны (лат. Bradypodion) — род ящериц из семейства хамелеонов. Включает 18 видов.

## Описание

### Внешний вид
Общая длина представителей этого рода колеблется в районе 18 см. Окраска разнообразна: серая, зеленая с различными оттенками, коричневая, оливковая, чёрная. Особенностью этого рода является красочный рисунок на спине и частично брюхе. Самцы ярче самок. На морде есть маленькие выросты. Голова короткая и широкая. Туловище немного уплощенное. У большинства видов есть спинной гребень разного размера. Хвост длинный и цепкий. Конечности хорошо развиты.

### Распространение и места обитания
Эндемики Африки. Обитают в южной и юго-восточной частях континента.
Предпочитают горную местность. Встречаются на высоте до 1700 м над уровнем моря.

### Размножение и продолжительность жизни
Это яйцеживородящие ящерицы. Самка рождает до 4—5 детенышей.
Продолжительность жизни этих хамелеонов достигает 5 лет.

## Виды
- Bradypodion atromontanum
- Bradypodion caeruleogula
- Каффрский карликовый хамелеон (Bradypodion caffrum)[1]
- Bradypodion damaranum
- Bradypodion dracomontanum
- Bradypodion gutturale
- Bradypodion karrooicum
- Bradypodion kentanicum
- Черноголовый карликовый хамелеон (Bradypodion melanocephalum)[1]
- Bradypodion nemorale
- Bradypodion ngomeense
- Bradypodion occidentale
- Пёстрый горный хамелеон (Bradypodion pumilum)[1]
- Bradypodion setaroi
- Bradypodion taeniabronchum
- Bradypodion thamnobates
- Трансваальский карликовый хамелеон (Bradypodion transvaalense)[1]
- Bradypodion ventrale